# Uardices
Uardices (em persa médio: gwlky; romaniz.: Gulag; em parta: wrdk; romaniz.: *Wardag; em grego clássico: Ουαρδικ; romaniz.: Ouardik) foi um oficial persa do século III, ativo durante o reinado do xá Sapor I (r. 240–270). É conhecido apenas a partir da inscrição Feitos do Divino Sapor segundo a qual era mestre dos javalis (wārāzbed em persa e parta; gorarazibides em grego), o que indica que atuava como tratador dos javalis selvagens que eram caçados pelo rei. Aparece numa lista de dignitários da corte na última posição dentre os 67 dignitários.